# Ілжа (гміна)
Ілжа (гміна) (пол. Gmina Iłża) — місько-сільська гміна у центральній Польщі. Належить до Радомського повіту Мазовецького воєводства.
Станом на 31 грудня 2011 у гміні проживало 15403 особи.

## Площа
Згідно з даними за 2007 рік площа гміни становила 255.82 км², у тому числі:
- орні землі: 53.00%
- ліси: 39.00%

Таким чином, площа гміни становить 16.72% площі повіту.

## Населення
Станом на 31 грудня 2011:
| Опис     | Загалом | Загалом | Чоловіки | Чоловіки | Жінки | Жінки |
| -------- | ------- | ------- | -------- | -------- | ----- | ----- |
| одиниця  | осіб    | %       | осіб     | %        | осіб  | %     |
| все      | 15403   | 100     | 7565     | 49.11    | 7838  | 50.89 |
| міське   | 5155    | 100     | 2512     | 48.73    | 2643  | 51.27 |
| сільське | 10248   | 100     | 5053     | 49.31    | 5195  | 50.69 |

## Сусідні гміни
Ілжа (гміна) межує з такими гмінами: Броди, Вежбиця, Жечнюв, Казанув, Міжець, Скаришев, Цепелюв.